# Silni, zwarci, gotowi
Silni, zwarci, gotowi – polskie międzywojenne hasło propagandowe, promowane przez państwo polskie szczególnie przed wybuchem II wojny światowej. Wykorzystywane było m.in. na plakatach.
Hasło to upewniać miało polskie społeczeństwo w przygotowaniu sił zbrojnych do obrony kraju.
Późniejsze wydarzenia drugowojenne sprawiły, że dziś hasło to przytaczają publicyści wytykający państwu polskiemu powtarzanie błędów historii, tj. ponowne niewystarczające przygotowywanie się na nadchodzące wyzwania i skupianie się na stwarzaniu pozorów.

## W literaturze
- Maria Jehanne Wielopolska: Silni, zwarci, gotowi, ale i... czujni : rzecz o wczorajszych dywersantach. Warszawa: 1939. Brak numerów stron w książce
- Jacek Maria Majchrowski: Silni - zwarci - gotowi : myśl polityczna Obozu Zjednoczenia Narodowego. Warszawa: 1985. ISBN 83-01-05323-2. Brak numerów stron w książce

## W muzyce
- Alojzy Zaremba, Zbigniew Krukowski, Józef Rynczak: Silni, zwarci gotowi!: pieśń na chór męski a cappella. Warszawa: 1939. Brak numerów stron w książce